# Emma White
Emma White (Duanesburg, Nova York, 23 d'agost de 1997) és una ciclista estatunidenca professional des del 2016. Actualment milita a l'equip Rally Cycling. Combina la carretera amb el ciclocròs.
El seu germà Curtis també s'ha dedicat al ciclisme.

## Palmarès en ruta
- 2014
  -  Campiona dels Estats Units júnior en contrarellotge
- 2017
  - 1a al North Star Grand Prix i vencedora d'una etapa
  - Vencedora d'una etapa al Tour de Gila

## Palmarès en ciclocròs
- 2017-2018
  - Campiona panamericana sub-23 en ciclocròs